# قوانین کپلر
قوانین کِپلر که توسط یوهانس کپلر دانشمند و ستاره‌شناس آلمانی ارائه شد، حرکت سیارات به دور خورشید را مورد بررسی قرار می‌دهد. کپلر یافته‌های خود را مدیون تحقیق در مورد حرکت سیارات به دور خورشید می‌باشد، اما امروزه این قوانین که حرکت هر دو جرمی را در فضا نسبت به هم تشریح می‌نماید برای ارسال محموله‌های فضایی اعم از ماهواره‌ها، فضاپیماهای سرنشین‌دار و روبات‌های کاوشگر به مدار زمین و فراتر از آن استفاده می‌شود.

## تاریخچه
یوهانس کپلر، ریاضیدان و منجم سرشناس آلمانی قرون ۱۶ و ۱۷ میلادی که در رصدخانه سلطنتی امپراتور سرزمین بوهمیا، رودولف یازدهم، استخدام شده بود، در موقعیتی قرار داشت که می‌توانست به انبوهی از اطلاعات دقیق رصدی تیکو براهه دسترسی داشته باشد. کپلر به مدل زمین مرکزی براهه اعتقادی نداشت و می‌دانست که مدل خورشید مرکزی کوپرنیک با قوانین ریاضی و نتایج رصدی مطابقت خوبی دارد. اما او که فردی مذهبی بود و اعتقادات کهن دینی دربارهٔ زمین مقدسی که مرکز عالم قرار داده شده بود، در اعماق وجودش لانه داشت به سختی می‌توانست خود را به پیروی از این مدل جدید قانع کند و از طرفی هم نمی‌توانست آنچه را می‌دید انکار کند.
تا بدان روز به جز مدل بهاسکارای هندی و ابوسعید سجزی سیستانی، در همه مدل‌ها مدار گردش سیارات و ستاره‌ها به دور جرم مرکزی را دایره می‌دانستند. دایره شکل مقدس و متقارنی بود که از نظر قدما با نظم مورد انتظار از آفریننده منظم گیتی، همخوانی بیشتری از خود نشان می‌داد. کپلر نیز به پیروی از همین عقیده به سختی تلاش می‌کرد تا حرکت سیاره مریخ را در مدلهای گوناگونی که تا آن روز ارائه شده بود توجیه نماید. کپلر مریخ را از آن جهت انتخاب کرده بود که در اطلاعات به ارث رسیده از براهه، عدم تقارن زیادی در حرکت این سیاره مشاهده نمود.
همه تلاش‌ها و محاسبات ناموفق بود تا زمانی که به عقیده خود کپلر بر وی الهام نازل گردید؛ و سرانجام زمانی که کپلر مدار مریخ را بیضی شکل فرض کرد، مدل خورشید مرکزی را به کار برد و مریخ را سیاره‌ای بیرونی نسبت به زمین در نظر گرفت، صاحب مدلی از سپهر گردون شد که در آن همه اجرام سماوی در جای خود شروع به حرکتی منظم، دقیقاً مطابق با واقعیت رصدی نمودند.
حاصل بیش از ۲۰ سال تحقیقات کپلر در زمینه دینامیک سیارات منظومه خورشیدی در قالب سه قانون که در دو مرحله منتشر شد و به قوانین حرکت سیاره‌ای کپلر و یا به اختصار قوانین کپلر مشهورند، سرنوشت دنیا را عوض کرد. ما امروزه از قوانین کپلر به منظور بررسی حرکت ماهواره‌ها به دور زمین، ارسال کاوشگران فضایی به اعماق بیکران فضا و اعزام فضانورد به مدار زمین و سطح ماه استفاده می‌کنیم. کپلر ابتدا دو قانون اول را منتشر نمود و پس از حدود ۱۰ سال قانون سوم را نیز معرفی کرد.

## مخالفت‌ها
انتشار عمومی قوانین کپلر نگاه مردم را به مقدسات سماوی سال‌ها بر فراز آسمان‌ها جولان می‌دادند، تغییر می داد. اما سال‌ها طول کشید تا این تغییر صورت پذیرد. افکار و ایده‌های مترقی یوهان کپلر جدی گرفته نمی شد و پس از مرگ وی تقریبا فراموش شده بود تا اینکه دانشمندان دیگری مانند گالیله که به همین خاطر به دادگاه تفتیش عقاید خوانده شد، جوردانو برونو که محکوم به زنده سوزاندن و نیوتن به بررسی مجدد و گسترش آن پرداختند. کپلر خود در یکی از نوشته‌هایش آورده‌است: «من کتاب خود را می‌نویسم، تفاوتی ندارد اگر خوانندگان آن مردمان امروزی باشند یا مردمی از آینده، این کتاب می‌تواند سالها انتظار خوانندگان واقعی خود را بکشد، مگر نه اینکه خداوند نیز شش هزار سال انتظار کشید تا تماشاگری برای آفرینش او پیدا شود.»

## قانون اول

قانون اول کپلر

مسیر حرکت سیارات به دور خورشید بیضی است و خورشید در یکی از دو کانونِ این بیضی قرار دارد. در واقعیت شکل مدار اجرام سماوی یا مدارگردهای مصنوعی نظیر ماهواره‌ها می‌تواند یکی از اشکال گوناگون مقاطع مخروطی نظیر دایره، بیضی، سهمی و هذلولی باشد.

## قانون دوم
خط واصل بین خورشید و سیارات در زمان‌های مساوی، مساحت‌های مساوی را می‌پیماید. به بیان دیگر
زمانی که سیاره به خورشید نزدیک‌تر است نسبت به زمانی که از خورشید دورتر است با سرعت بیشتری حرکت می‌کند.
قانون دوم  طبق قانون دوم کپلر هر قمر به ازای فواصل زمانی یکسان، سطوح کاملاً مساوی از صفحه مدار گردشی را نسبت به ناظر مستقر در مرکز ثقل سامانه می‌پیماید.

قانون دوم کپلر

## قانون سوم
دور حرکت سیاره به دور خورشید با فاصله سیاره تا خورشید تناسب دارد.
{\displaystyle T^{2}\propto A^{3}}
به بیان ساده‌تر:
مربع زمان تناوب چرخش سیارات به دور خورشید با مکعب نصف محور بزرگ بیضی متناسب است.
- T دوره حرکت سیاره به دور خورشید است با واحد سال (سال زمینی) (برای زمین T برابر با ۱ است)
- A فاصله سیاره تا خورشید (به دلیل بیضی بودن مدار فاصله متوسط را می‌توان در اکثر موارد در نظر گرفت). واحد A (واحد ستاره‌شناسی Au) است که برای زمین تا خورشید برابر با ۱ می‌باشد.

به بیان ساده‌تر:
مربع زمان تناوب چرخش سیارات به دور خورشید با مکعب نصف محور بزرگ بیضی متناسب است.

## قوانین کپلر و سفر به فضا
این قوانین علاوه بر تشریح حرکت سیارات نسبت به خورشید، برای تمام سیستم‌هایی که در آنها یک جرم به دور جرم دیگر می‌گردد نیز صادق است و کاربرد دارد. با این تفاوت که قانونِ اول کپلر تنها ناظر بر یک شکل خاص و عام از مسیرهای ممکن فضایی است. در واقعیت شکل مدار اجرام سماوی یا مدارگردهای مصنوعی نظیر ماهواره‌ها می‌تواند یکی از اشکال گوناگون مقاطع مخروطی نظیر دایره، بیضی، سهمی و هذلولی باشد.